# Orlando le Fleming
Orlando le Fleming (né le 7 juillet 1976 à Birmingham, Warwickshire, en Angleterre) est un joueur de cricket et bassiste britannique de jazz.

## Biographie

### Cricket
Orlando le Fleming fait ses débuts dans le Devon lors du Minor Counties Championship de 1992 contre Cheshire. À l'âge de 15 ans, il était le deuxième plus jeune joueur à jouer pour le Devon, un batteur droitier qui lançait des balles à moyenne vitesse de la main droite. De 1992 à 1996, il représente le Devon dans 24 matches du Minor Counties Championship, son dernier match étant contre le Shropshire. Il dispute également deux matches de List-A pour le Devon, le premier lors du NatWest Trophy 1994 contre le Yorkshire, où le Fleming prend 2/42. Son deuxième et dernier match en List-A se déroule contre Essex lors du NatWest Trophy 1996. En 1995, il joue huit matches du Second Eleven Championship pour le Somerset Second XI,,,,.

### Jazz
Après avoir pris sa retraite du cricket, Fleming étudie la musique à la Royal Academy of Music, et joue et tourne avec des musiciens britanniques tels que Julian Joseph, Jason Rebello, Tommy Smith et Iain Ballamy. En 2003, il s'installe à New York et rejoint le groupe de Jane Monheit, apparaissant sur ses albums Taking a Chance On Love, Surrender et The Season. Trois ans plus tard, il joue sur l'album de Jimmy Cobb. En 2007, il s'associe à Ari Hoenig et joue sur ses albums Berts Playground, Lines of Oppression, The Pauper and Magician et NY Standard. En 2010, Fleming sort son premier album solo, From Brooklyn with Love, avec le batteur Antonio Sanchez, Will Vinson et Lage Lund. Il forme l'OWL Trio avec Lund et Vinson. 

## Matériel éducatif
- 2019 : Get It Together[7]
- 2020 : Polymuting

## Discographie

### En tant que meneur
- 2010 : From Brooklyn with Love (Nineteen-Eight)
- 2017 : Orlando Le Fleming and Romantic Funk (OLF)
- 2020 : Romantic Funk (Whirlwind)

### Avec OWL Trio
- 2013 : OWL Trio (Losen)
- 2020 : Life of the Party (Newvelle)

### En tant que sideman
- Iain Ballamy, More Jazz (Basho, 2007)
- Seamus Blake, Way Out Willy (Criss Cross, 2007)
- Joey Calderazzo, Going Home (Sunnyside, 2015)
- Jimmy Cobb, Marsalis Music Honors Jimmy Cobb (Marsalis Music, 2006)
- Billy Cobham, The Art of Five (In+Out, 2004)
- Ari Hoenig, Bert's Playground (Dreyfus, 2008)
- Ari Hoenig, NY Standard (Fresh Sound, 2018)
- Lage Lund, Early Songs (Criss Cross, 2008)
- Harvey Mason, Changing Partners (Videoarts, 2006)
- Tobias Meinhart, Silent Dreamer (Enja, 2015)
- Jane Monheit, Taking a Chance On Love (Sony, 2004)
- Jane Monheit, The Season (Epic, 2005)
- Jane Monheit, Surrender (Concord, 2007)
- Nerina Pallot, Dear Frustrated Superstar (Polydor, 2001)
- Gerard Presencer, The Optimist (Linn, 2000)
- Jochen Rueckert, Charm Offensive (Pirouet, 2016)
- Ben Sidran, Don't Cry for No Hipster (Nardis, 2012)
- Jeff « Tain » Watts, Detained in Amsterdam (Dark Key Music, 2018)